# Château d'Uppsala
 (décembre 2020).
Si vous disposez d'ouvrages ou d'articles de référence ou si vous connaissez des sites web de qualité traitant du thème abordé ici, merci de compléter l'article en donnant les références utiles à sa vérifiabilité et en les liant à la section « Notes et références ».
Le château d'Uppsala ou d'Upsal est un château situé sur le territoire de la commune suédoise d'Uppsala. Le château abrite actuellement un musée, la résidence du préfet du comté d'Uppsala ainsi que différentes institutions liées à l'université d'Uppsala.

## Histoire

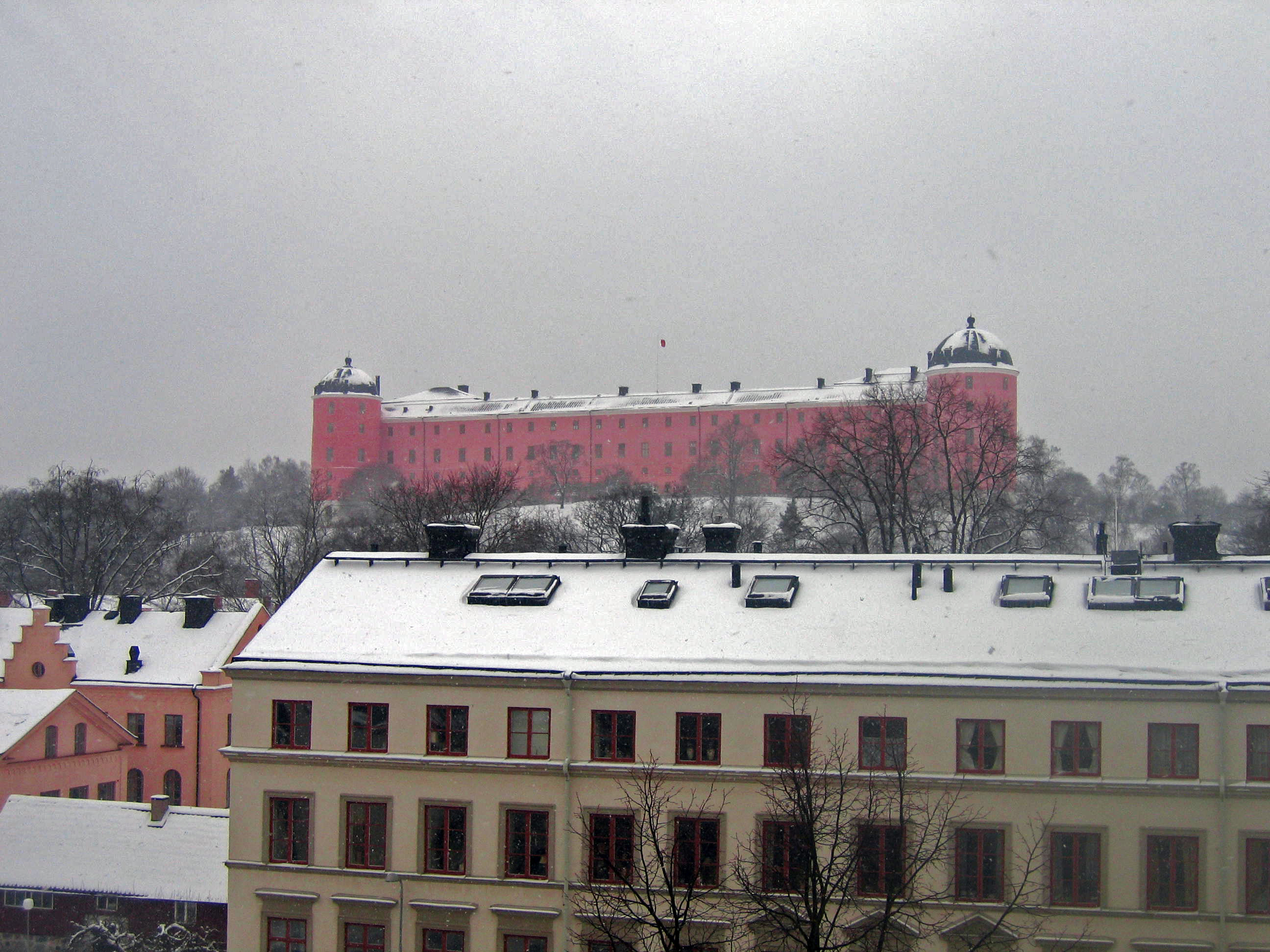
Le château d'Uppsala

La construction du château d’Uppsala commence sous le règne de Gustave Ier Vasa (1521 - 1560). On choisit pour l’édifier une colline située au sud de la ville, baignée par le fleuve Fyrisån. On affirme généralement que la première pierre a été posée en 1549, mais les travaux ont en fait été entamés dès 1547.
En 1548 commence la construction de la tour sud-ouest sous la direction d'Henrik von Cöllen, qui avait déjà dirigé les travaux du château de Gripsholm. Il est remplacé en 1550 par Pavel Schütz, qui agrandit le château et lui accole au nord de vastes dépendances. Il ajoute également deux bastions et édifie une muraille autour de l’ensemble du bâtiment. À cette époque, le château n’est pas orienté nord-sud, comme de nos jours, mais est-ouest. Seuls de rares vestiges de cette construction, parmi lesquels la muraille surmontée d’un clocher de bois, subsistent encore aujourd’hui.
En 1572, un incendie fait subir de sérieux dégâts au château. Le roi Jean III charge alors Franz Parr (dit aussi Franciscus Pahr) de reconstruire l'édifice détruit par les flammes. F. Parr est recruté au  Mecklembourg, où il a construit le château de Güstrow. Aujourd’hui encore, on retrouve à Uppsala des détails semblables à ceux du château de Güstrow, telle la Porte du Roi Jean. À l’époque, la partie la plus noble du château est l’église, qui s’éleve sur trois étages et abrite la salle du trône. Il n’en subsiste aujourd’hui que quelques ornements en stuc. À la mort de F. Parr, en 1580, la tour est n’est pas encore terminée.
La construction se poursuit sous les règnes de Charles IX et de Gustave II Adolphe. C’est à cette époque qu’est bâti ce qu’on appelle le Château Long, qui s’étend vers le nord à partir de la tour est. La construction est terminée avec l’édification de la tour nord, achevée en 1614.
En 1665 sont créés les jardins du château, où se trouve aujourd’hui le Jardin botanique.
Le 16 mai 1702, le château est à nouveau la proie des flammes, cette fois à la suite du grand incendie qui dévaste Uppsala. La restauration de l'édifice est jugée impossible, aussi les briques de ses murailles sont-elles employées pour la construction de l’hôpital d’Uppsala et du palais royal de Stockholm. La tour sud-ouest est démolie peu de temps après. Ce n’est qu’en 1744 que le prince Adolphe-Frédéric décide de restaurer ce qui reste du château.
Les travaux durent de 1749 à 1762 sous la direction de l'architecte Carl Hårleman. Le Château Long est alors restauré, de même que la tour nord. Mais les travaux sont interrompus totalement après 1762, pour ne reprendre qu’en 1815 ; c'est alors qu'est achevée la tour sud (1815-1820), qui fera office de prison jusqu'en 1866.
L’un des vestiges du mur d’enceinte est rehaussé depuis 1756 d’un clocher de bois équipé d’une cloche fondue en 1588 sur ordre de la reine Gunilla. Cette cloche retentit le 30 avril, le soir de la fête de Walpurgis.
Depuis le début du XXe siècle, le château abrite différentes institutions de l’université d’Uppsala, ainsi qu’un musée des Beaux-Arts et la résidence du gouverneur (préfet) du comté d’Uppsala.
Au début du XXe siècle, le père de Dag Hammarskjöld était préfet de ce comté. Le château est donc également la maison d'enfance de l'ancien secrétaire général de l'ONU.